# Anna Paulownaboom
De Anna Paulownaboom (Paulownia tomentosa), Paulownaboom of keizersboom is een bladverliezende loofboom uit de familie Paulowniaceae. De boom heeft zijn oorsprong in China en wordt in veel delen van de wereld gebruikt als sierboom.

## Kenmerken
De Anna Paulownaboom is een snelgroeiende boom en wordt 10 tot 25 meter hoog (gemiddeld 15 meter). Hij heeft een brede kroon en een gladde of licht gestreepte, grijsbruine bast.
De hartvormige, trompetboomachtige bladeren staan kruiswijs tegenoverstaand gerangschikt en hebben meestal een gladde rand. Ze zijn relatief groot; de bladschijf meet 15 tot 35 bij 30 centimeter en de bladsteel 8 tot 20 centimeter. De bladeren van jonge scheuten zijn soms aanzienlijk groter. Sommige bladeren, en dan met name de grote exemplaren, hebben grote tanden of onduidelijke lobben.
In de nazomer verschijnen de ronde, viltige, bruine bloemknoppen. De bloeiperiode is in april en mei, nog voor het uitlopen van de bladeren. De bloeiwijze lijkt sterk op die van vingerhoedskruid. De tweeslachtige bloemen groeien in geurige pluimen van 10 tot 30 centimeter lang. Elke bloem heeft een klokvormige bloemkroon van vijf à zes centimeter lang, waarvan de zoom vijf ongelijke lobben heeft. De bloemkroon is violet of roze en is aan de binnenzijde geel gestreept.
Tussen augustus en oktober groeien aan de volgroeide takken leerachtige, bruine doosvruchten. De eivormige vrucht meet twee tot vier centimeter en heeft aan de onderzijde een spitse snavel. Wanneer de vrucht rijp is, splijt hij zich over de volle lengte open en laat een groot aantal kleine, gevleugelde zaden los. De lege zaaddozen blijven nog lange tijd aan de boom hangen.

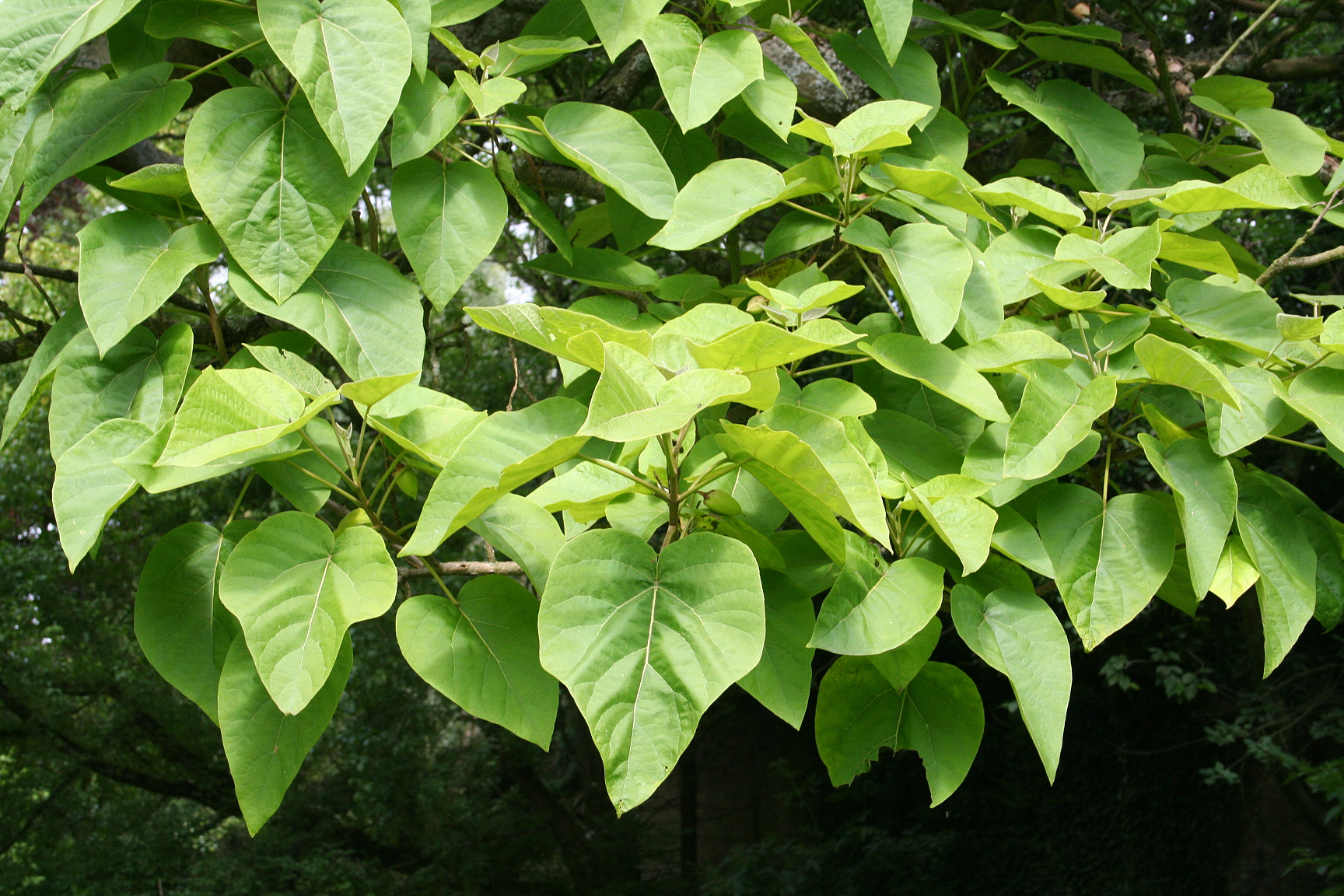
Bladeren
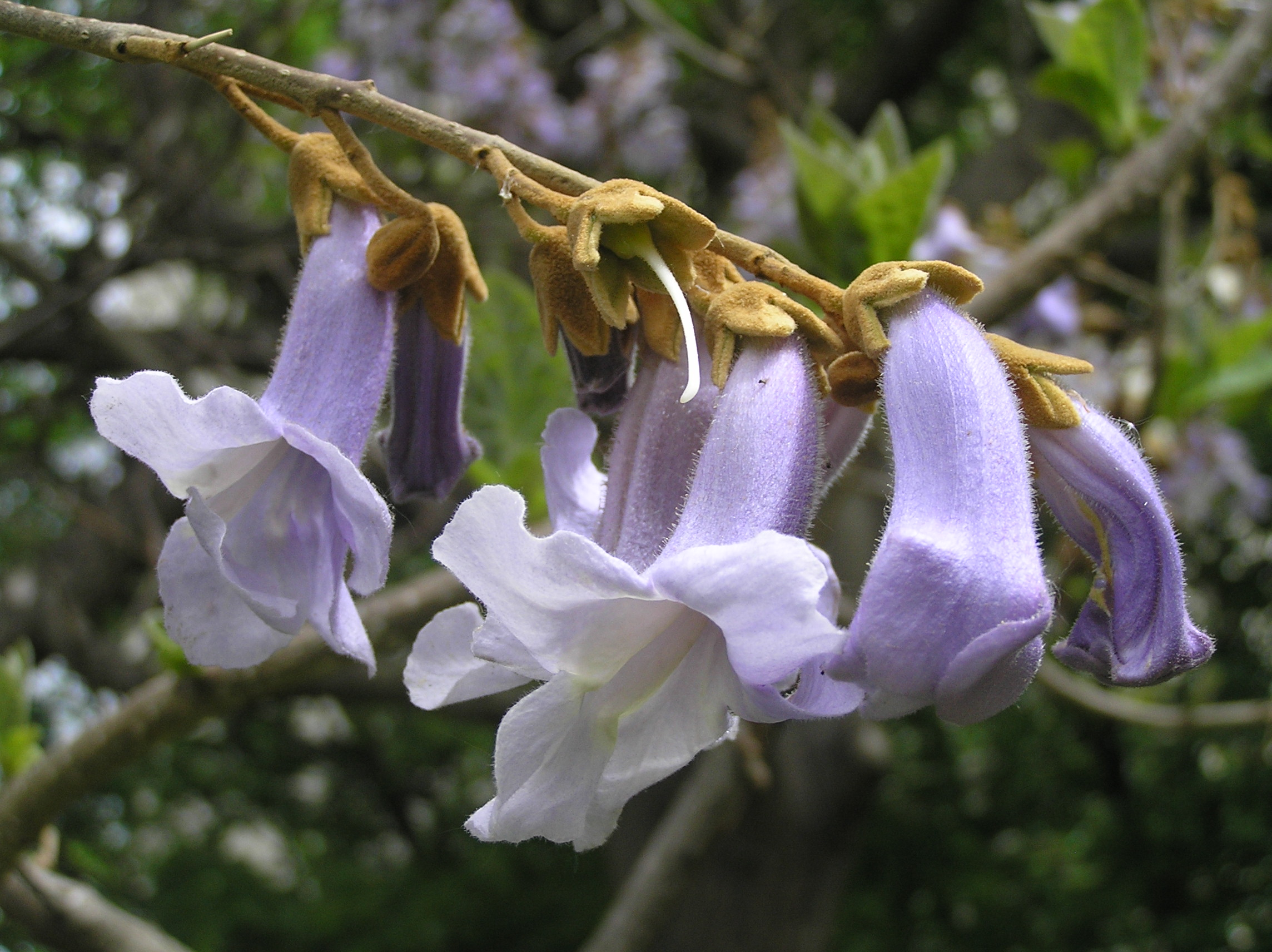
Bloesem
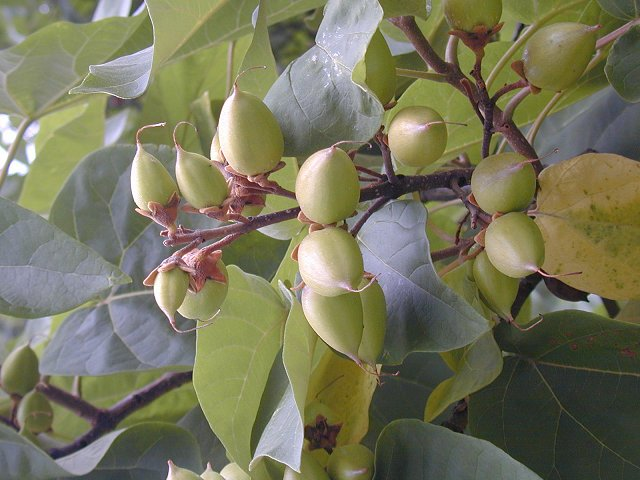
Vruchten
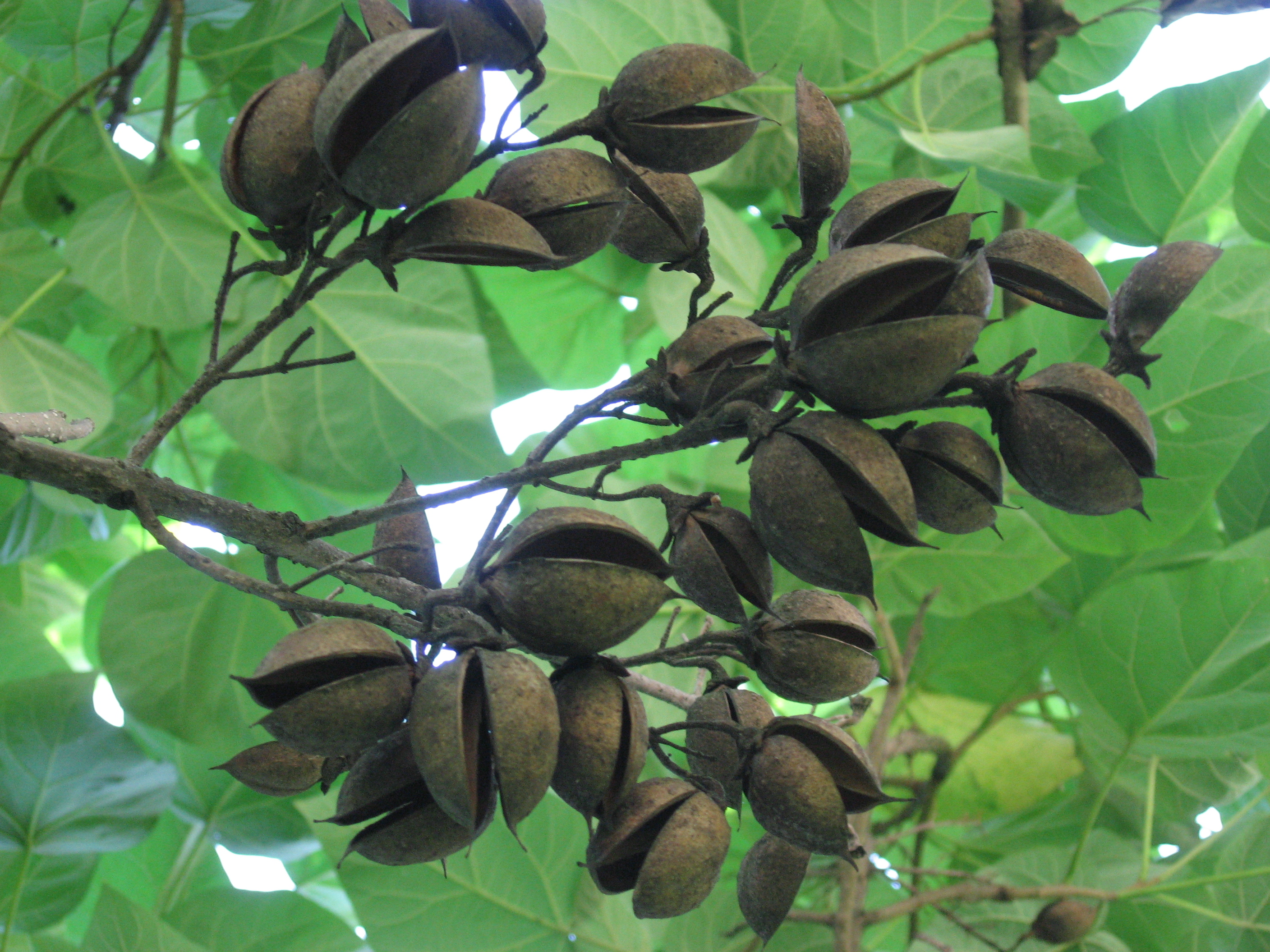
Lege zaaddozen
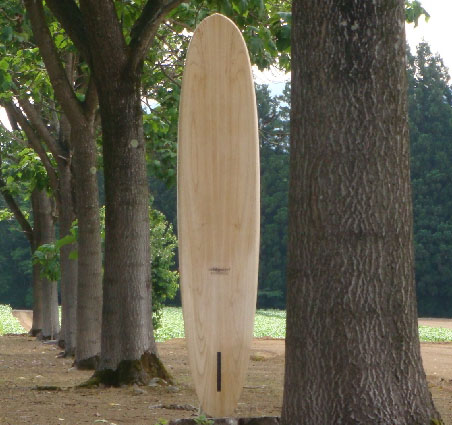
Hout

## Verspreiding en habitat

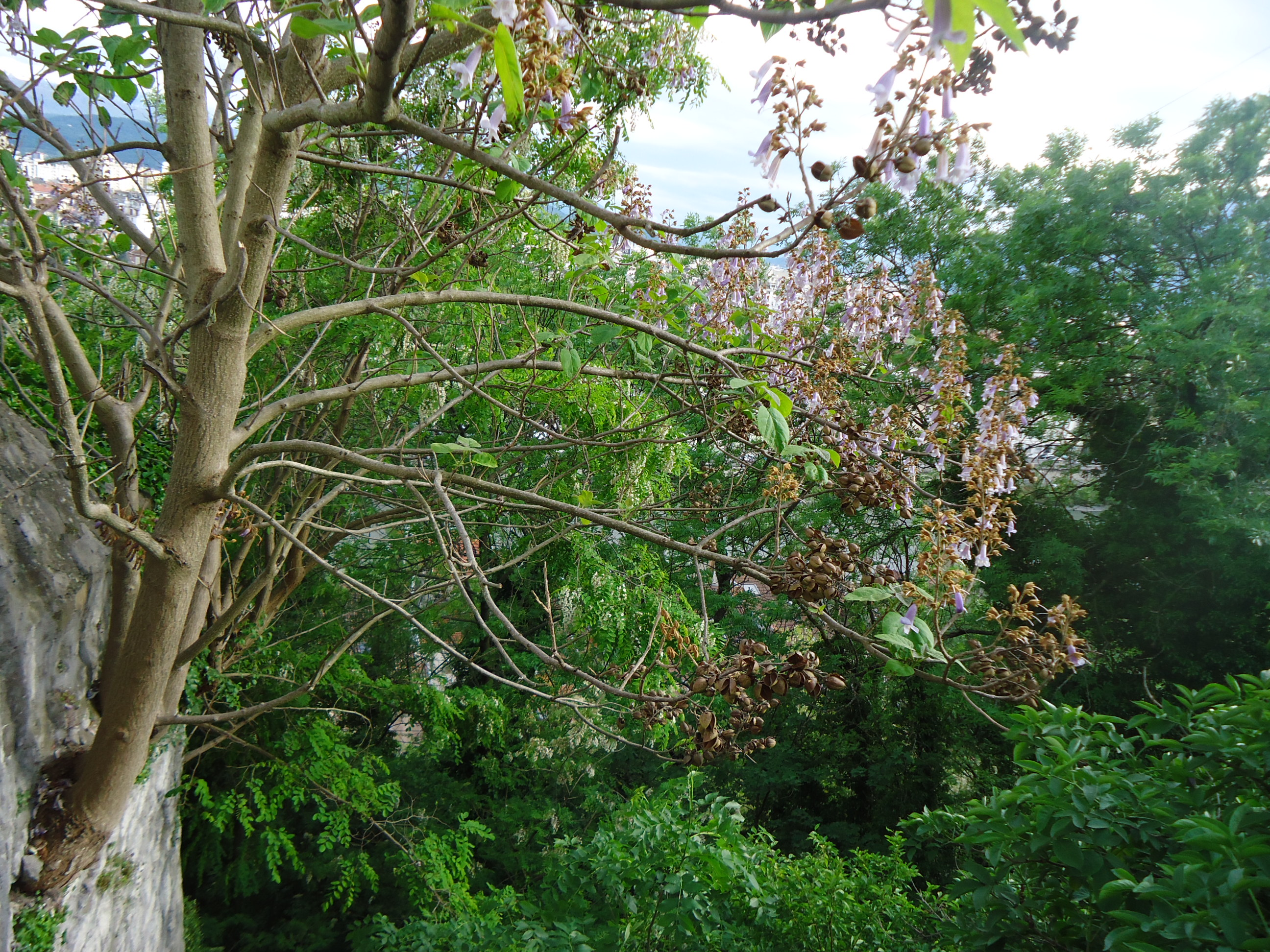
Een Anna Paulownaboom geworteld in een muur in Grenoble (Frankrijk)

Het natuurlijke verspreidingsgebied van de Anna Paulownaboom ligt in Centraal- en West-China. Jonge planten zijn gevoelig voor vorst, maar een oudere boom is winterhard. Dit maakt hem een populaire sierboom in veel delen van de wereld. In Noord-Amerika is het een invasieve soort geworden.
In veel gebieden functioneert de Anna Paulownaboom als een pioniersplant. Het wortelstelsel kan in korte tijd nieuwe, snelgroeiende scheuten produceren, waardoor de Anna Paulownaboom goed in staat is om bosbranden te overleven. De boom groeit het beste in voedselrijke, vochthoudende bodem, maar is relatief tolerant tegenover vervuilde of verschraalde grond. Ook kan de boom in scheuren van bestrating of muren groeien. De bladeren bevatten veel stikstof en de wortels voorkomen bodemerosie. Dankzij deze gunstige omstandigheden kan zich in relatief korte tijd weer een secundair bos vormen. De Anna Paulownaboom wordt in zijn groei geremd wanneer grotere bomen hem overschaduwen.

## Naamgeving
De Nederlandse naam is net als de naam van het geslacht vernoemd naar Anna Paulowna van Rusland, echtgenote van Koning Willem II, die hield van extravagante planten, waaronder deze boomsoort. De soortaanduiding tomentosa is Latijn voor 'behaard'.
In de volksmond wordt de boom in het Nederlands ook wel keizersboom genoemd. Ook in andere talen wordt hij vaak 'prinsessenboom' of 'keizersboom' genoemd.

## Gebruik
Het hout van de Anna Paulownaboom wordt onder andere gebruikt voor de constructie van deuren, kozijnen, meubels, muziekinstrumenten en ski's.